# Суперкубок Латвии по футболу
Суперку́бок Ла́твии по футбо́лу (латыш. Latvijas Superkauss futbolā) — латвийский футбольный турнир, состоящий из одного матча и открывающий футбольный сезон в стране, в котором встречаются чемпион Латвии предыдущего сезона и действующий обладатель Кубка Латвии (либо чемпион и вице−чемпион, если одна и та же команда оформила «золотой дубль»).

## История
Впервые о проведении Суперкубка Латвии было сообщено 22 января 2013 года на собрании правления ЛФФ, где было объявлено, что первый розыгрыш Суперкубка состоится 9 марта того же года.
В 2014 году розыгрыш Суперкубка был перенесён с марта на неопределённый срок, но в итоге не состоялся вовсе.
В 2020 году комитет ЛФФ по проведению соревнований поддержал идею возобновить Суперкубок, с тех пор ЛФФ анализировала возможность проведения матча с учётом плотного календаря сезона и имеющейся в стране футбольной инфраструктуры.
В 2024 году турнир был возобновлён.

## Результаты
| Сезон | Обладатель           | Участник      | Счёт         | Стадион                               | Зрители | Судья                     |
| ----- | -------------------- | ------------- | ------------ | ------------------------------------- | ------- | ------------------------- |
| 2013  | Даугава (Даугавпилс) | Сконто (Рига) | 4:1          | «Целтниекс», Даугавпилс               | 600     | Александр Ануфриев (Рига) |
| 2024  | Рига                 | РФС (Рига)    | 1:1 (п. 5:4) | «Спортивный парк LNK» (рез. п.), Рига | 535     | Эдгар Мальцев (Лиепая)    |
| 2025  | РФС (Рига)           | Рига          | 3:1          | «Спортивный парк LNK» (рез. п.), Рига | 420     | Эдгар Мальцев (Лиепая)    |